# Wolęcin (województwo opolskie)
Wolęcin (dodatkowa nazwa w j. niem. Wollentschin) – wieś w Polsce położona w województwie opolskim, w powiecie oleskim, w gminie Radłów.
W latach 1975–1998 miejscowość należała administracyjnie do województwa częstochowskiego.

## Nazwa
Heinrich Adamy wywodził nazwę bezpośrednio od polskiej nazwy wół - "von wol = Ochs". W swoim dziele o nazwach miejscowości na Śląsku wydanym w 1888 roku we Wrocławiu jako pierwotną nazwę wymienia ją w polskiej formie "Wolencin" podając jej znaczenie "Ochsendorf" - "Wieś wołów". Niemcy zgermanizowali nazwę miejscowości na Wollentschin w wyniku czego utraciła ona swoje pierwotne znaczenie.
Ze względu na polskie pochodzenie w okresie nazistowskiego reżimu w latach 1936-1945 niemiecka administracja III Rzeszy zmieniła nazwę miejscowości na nową, całkowicie niemiecką Wollendorf.

## Geografia

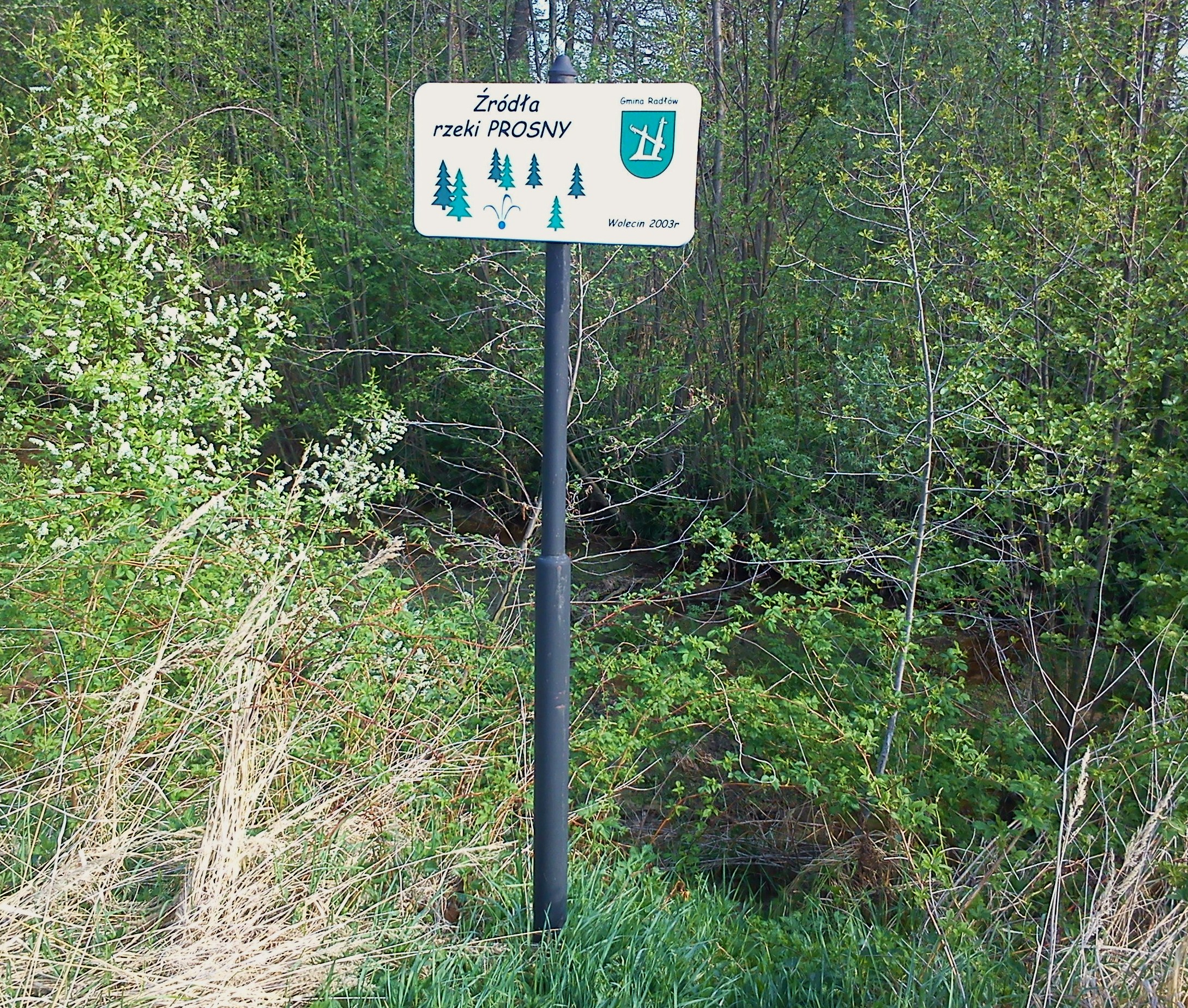
Źródła Prosny

Na zachód od wsi Wolęcin znajdują się źródła rzeki Prosny.